# Fioul à très basse teneur en soufre
Pour les articles homonymes, voir TBTS.
Le fioul à très basse teneur en soufre (TBTS) est un fioul lourd dont le pourcentage massique du soufre est inférieur à 1 %. Il existe différents pourcentages, qui correspondent aux désignations suivantes,, :
- fioul lourd TTBTS (très très basse teneur en soufre) : < 0,5 % ;
- fioul lourd TBTS (très basse teneur en soufre) : < 1 % ;
- fioul lourd BTS (basse teneur en soufre) : < 2 % ;
- fioul no 2 HTS (haute teneur en soufre) : < 4 % ;
- fioul no 1 : fioul domestique.